# Walter Nehls
Walter Nehls (* 18. Januar 1940 in Leizen) ist ein deutscher landwirtschaftlicher Facharbeiter und früherer Volkskammerabgeordneter der DDR für die Freie Deutsche Jugend (FDJ).

## Leben
Nehls ist der Sohn eines Arbeiters. Nach dem Besuch der Grundschule, der Zentralschule und der Berufsschule nahm er 1955 eine zweijährige landwirtschaftliche Lehre auf. Von 1958 bis 1962 besuchte Nehls die Fachschulen für Landwirtschaft in Malchow und Güstrow, wo er den Abschluss als staatlich geprüfter Landwirt erlangte. von 1960 bis 1961 war er Praktikant in der LPG „Sozialismus“ in Sarmstorf. Danach wurde er Arbeitsgruppenleiter für Technik in der LPG „Theodor Körner“ in Kritzkow im Kreis Güstrow.

## Politik
Nehls trat in die FDJ ein und wurde 1963 FDJ-Sekretär der Grundeinheit der FDJ in der LPG „Theodor Körner“ in Kritzkow. Ferner erfolgte im gleichen Jahr seine Wahl zum Mitglied der Kreisleitung der FDJ in Güstrow.
In der Wahlperiode von 1963 bis 1967 war er Mitglied der FDJ-Fraktion in der Volkskammer der DDR, die unter Vorsitz von Helmut Müller stand.